# Liste der Nummer-eins-Hits in Kanada (1966)
Diese Liste zeigt die Hitliste der 1966 erfolgreichsten Interpreten in Kanada. Grundlage war das Canadian RPM, ein Musikmagazin.
| Singles |
| --- |
| - The Dave Clark Five – Over and Over - 1 Woche (27. Dezember 1965 – 2. Januar 1966) - Statler Brothers – Flowers on the Wall - 1 Woche (3. Januar – 9. Januar) - The Vogues – Five O’Clock World - 1 Woche (10. Januar – 16. Januar) - T-Bones – No Matter What Shape - 1 Woche (17. Januar – 23. Januar) - The Beatles – We Can Work It Out - 1 Woche (24. Januar – 30. Januar) - Chris Andrews – Yesterday Man - 1 Woche (31. Januar – 6. Februar) - The Rolling Stones – As Tears Go By - 1 Woche (7. Februar – 13. Februar) - Petula Clark – My Love - 1 Woche (14. Februar – 20. Februar) - Lou Christie – Lightnin’ Strikes - 1 Woche (21. Februar – 27. Februar) - David and Jonathan – Michelle - 1 Woche (28. Februar – 6. März) - Nancy Sinatra – These Boots Are Made for Walkin’ - 1 Woche (7. März – 13. März) - The Dave Clark Five – At the Scene - 1 Woche (14. März – 20. März) - Herman’s Hermits – Listen People - 1 Woche (21. März – 27. März) - The Beatles – Nowhere Man - 1 Woche (28. März – 3. April) - Peter & Gordon – Woman - 1 Woche (4. April – 10. April) - The Vogues – Magic Town - 1 Woche (11. April – 17. April) - The Lovin’ Spoonful – Daydream - 1 Woche (18. April – 24. April) - Young Rascals – Good Lovin - 1 Woche (25. April – 1. Mai) - Paul Revere & the Raiders – Kicks - 1 Woche (2. Mai – 8. Mai) - Young Rascals – Good Lovin - 1 Woche (9. Mai – 15. Mai) - The Mamas and the Papas – Monday, Monday - 3 Wochen (16. Mai – 5. Juni) - Percy Sledge – When a Man Loves a Woman - 1 Woche (6. Juni – 12. Juni) - The Rolling Stones – Paint It Black - 1 Woche (13. Juni – 19. Juni) - Gary Lewis – Green Grass - 1 Woche (20. Juni – 26. Juni) - The Chiffons – Sweet Talking Guy - 1 Woche (27. Juni – 3. Juli) - The Beatles – Paperback Writer - 1 Woche (4. Juli – 10. Juli) - The Cyrkle – Red Rubber Ball - 1 Woche (11. Juli – 17. Juli) - Crispian St. Peters – The Pied Piper - 1 Woche (18. Juli – 24. Juli) - Tommy James & the Shondells – Hanky Panky - 1 Woche (25. Juli – 31. Juli) - Tommy Roe – Sweet Pea - 1 Woche (1. August – 7. August) - The Mamas and the Papas – I Saw Her Again - 1 Woche (8. August – 14. August) - The Lovin’ Spoonful – Summer in the City - 2 Wochen (15. August – 28. August) - The Happenings – See You in September - 1 Woche (29. August – 4. September) - The Hollies – Bus Stop - 1 Woche (5. September – 11. September) - Georgie Fame – Get Away - 1 Woche (12. September – 18. September) - The Beatles – Yellow Submarine/Eleanor Rigby - 1 Woche (19. September – 25. September) - The Kinks – Sunny Afternoon - 1 Woche (26. September – 2. Oktober) - The Association – Cherish - 1 Woche (3. Oktober – 9. Oktober) - Los Bravos – Black is Black - 1 Woche (10. Oktober – 16. Oktober) - Eric Burdon and The Animals – See See Rider - 2 Wochen (17. Oktober – 30. Oktober) - Question Mark & the Mysterians – 96 Tears - 1 Woche (31. Oktober – 6. November) - The Monkees – Last Train to Clarksville - 1 Woche (7. November – 13. November) - Herman’s Hermits – Dandy - 1 Woche (14. November – 20. November) - Johnny Rivers – Poor Side of Town - 1 Woche (21. November – 27. November) - The New Vaudeville Band – Winchester Cathedral - 2 Wochen (28. November – 11. Dezember) - Peter & Gordon – Lady Godiva - 1 Woche (12. Dezember – 18. Dezember) - The Hollies – Stop Stop Stop - 1 Woche (19. Dezember – 25. Dezember) - The Monkees – I’m a Believer - 1 Woche (26. Dezember 1966 – 1. Januar 1967) |